# Liste der Landschaftsschutzgebiete in Baden-Baden
Im Stadtkreis Baden-Baden gibt es fünf Landschaftsschutzgebiete. Nach der Schutzgebietsstatistik der Landesanstalt für Umwelt, Messungen und Naturschutz Baden-Württemberg (LUBW) stehen 8.647,33 Hektar der Fläche des Stadtgebiets unter Landschaftsschutz, das sind 61,68 Prozent.
| Name                                | Bild | Kennung               | Einzelheiten | Position | Fläche Hektar | Datum         |
| ----------------------------------- | ---- | --------------------- | --- | -------- | ------------- | ------------- |
| Baden-Baden                         |      | 2.11.001 WDPA: 319750 | Baden-Baden Schutz der Umgebung von Baden-Baden mit ausgedehnten Wäldern und Wiesentälern. | ⊙        | 8.181,6       | 14. Juli 1981 |
| Yberg bei Bühl                      |      | 2.11.003 WDPA: 325971 | Baden-Baden Umfasst die westliche Umgebung des Ybergs mit Rebgebieten am Büchelberg oberhalb von Varnhalt und Neuweier. Die höheren und östlichen Bereiche des Ybergs gehören zum LSG Baden-Baden. | ⊙        | 243,4         | 24. Okt. 1940 |
| Korbmatten Baden-Baden              |      | 2.11.005 WDPA: 322282 | Baden-Baden Durch Baum- und Strauchgruppen abwechslungsreich gegliederte landwirtschaftlich genutzte Freiflächen am Fuße der Vorbergzone als ökologisch notwendiger Ergänzungsraum des gleichnamigen Naturschutzgebietes. | ⊙        | 59,2          | 20. Dez. 1979 |
| Bruchgraben                         |      | 2.11.006 WDPA: 320114 | Baden-Baden Ergänzungsraum und Pufferzone des gleichnamigen NSG. | ⊙        | 112,9         | 2. Dez. 1986  |
| Rastatter Ried                      |      | 2.11.007 WDPA: 323743 | Baden-Baden Reich gegliedertes, harmonisches Landschaftsbild der alten Natur- und Kulturlandschaft der Rheinniederung; wichtige Elemente des Biotopverbundes, wie Wiesen, Ackerlandschaft, Hecken, Baumgruppen, Einzelbäume, Gebüsche, Kanäle und Gräben; vielgestaltiges Kleinrelief der Altauenlandschaft mit zahlreichen feuchten Schluten und Mulden und trockenere höhergelegene Standorte; ökologisch notwendiger Ergänzungsraum für das gleichnamige NSG und die NSG Rastatter Rheinaue und Rastatter Bruch; besonderer Erholungswert. | ⊙        | 50,5          | 21. Dez. 1995 |
| Legende für Landschaftsschutzgebiet |      |                       | |          |               |               |